# Хот
HOT, Хот Маарахет Тикшорет Баам (ивр. הוט - מערכות תקשורת בע"מ‎) — израильская телекоммуникационная компания предоставляющая услуги кабельного телевидения, инфраструктуру быстрого кабельного интернета, услуги стационарной и сотовой телефонной связи.
По утверждению компании, она предоставляет услуги более чем 60 % абонентов многоканального телевидения и более чем 40 % пользователей скоростного интернета.
В 2008 году компания «HOT» стала лауреатом кинопремий Израильской телевизионной академии. При поддержке компании создан анимационный фильм «Вальс с Баширом»
Офисы компании находятся в индустриальной зоне Якум. Базовый пакет каналов, который предлагает подписчикам компания «HOT», включает 59 каналов на 12 языках: 7 — на арабском, 6 — на русском, 3 — на французском, 3 — на немецком, 2 — на итальянском, 2 — на турецком, 1 — на венгерском, 1 — на румынском, 1 — на испанском и 1 — на хинди. 

## Пакеты телеканалов
Стандартный Базовый
Развлекательные каналы : 
1) Hot 3 (HD)
2) Hot Plus
3) 8 канал
4) 13 Решет
5) Кан11 (HD)
6) Морешет 
7) Канал Покупок
8) 12 Кешет 
9) Учебный канал 
10) MTV Израиль 
11) Viva (Сериалы)
12) CBS Drama 
13) BBC Entertainment
14) FashionTV 
Детские Каналы :
1) Хоп Израиль
2) Disney Junior 
3) Детский Канал
4) Zoom 
5) Nick Junior
Канал Фильмов :
1) Hot Cinema 1/2/3/Israel
Спортивные Каналы : 
1) One (HD)
2) Euro Sport
3) Trace
4) Спорт 5 
5) Motors TV 
6) Fox Sports
7) One 
Канал Природа :
1) National Geographic 
Новостные Каналы :
1) Hala TV  
2) Израиль 33 
3) BBC World News 
4) France 24 
5) Fox News 
6) Канал Кнессета 
7) SKY News 
8) Fox Businesse 
9) MSNBC 
10) CCTV News 
11) Euro News 
12) NHK World TV  
Музыкальные Каналы :
1) Музыка 24 
2) Clubbing TV  
3) MTV Music 
4) VH-1  
5) Mezzo  
6) Vintage 
7) Music Box         
Каналы на Русском Языке :
1) 9 Канал          
2) Первый Канал          
3) РТР-Планета          
4) RTVI          
5) Наше Кино         
6) VIVA (Русский Перевод)         
7) ТВЦ Международный         
8) Карусель         
9) НТВ Плюс
10) HOT Cinema (выбор звуковой дорожки)